# Afrolidia varia
Afrolidia varia är en insektsart som beskrevs av Nielson 1992. Afrolidia varia ingår i släktet Afrolidia och familjen dvärgstritar. Inga underarter finns listade i Catalogue of Life.